# Maackia
Genre
Synonymes
- Buergeria Miq[2].

Maackia est un genre de plantes à fleurs dicotylédones de la famille des Fabaceae, sous-famille des Faboideae, originaire d'Asie de l'Est, qui comprend neuf espèces acceptées.

## Étymologie
Le nom générique, « Maackia », est un hommage à Richard Maack (1825–1886), naturaliste, botaniste et explorateur russe, qui collecta des plantes en Sibérie.

## Liste d'espèces
Selon The Plant List (27 octobre 2018) :
- Maackia amurensis Rupr.
- Maackia australis (Dunn) Takeda
- Maackia chekiangensis S.S.Chien
- Maackia ellipticocarpa Merr.
- Maackia floribunda (Miq.) Takeda
- Maackia hupehensis Takeda
- Maackia hwashanensis W.T.Wang
- Maackia tashiroi (Yatabe) Makino
- Maackia tenuifolia (Hemsl.) Hand.-Mazz.